# Narok
Narok és un poble kenyà situat a la província de Rift Valley. Narok és la capital del Districte de Narok. Té una població de 40.000 habitants, la majoria són Maasai. Està a 1827 metres d'altitud.